# Bryodemella gansuensis
Bryodemella gansuensis är en insektsart som först beskrevs av Zheng, Z. 1985.  Bryodemella gansuensis ingår i släktet Bryodemella och familjen gräshoppor. Inga underarter finns listade i Catalogue of Life.